# Rob Ruijgh
Rob Ruijgh (Heerlen, 12 november 1986) is een Nederlands voormalig wielrenner die actief was tussen 2004 en 2018 en eind dat jaar stopte met wielrennen.

## Loopbaan
In 1999 werd hij Nederlands jeugdkampioen in categorie 5 (voor 12-jarigen) in Oldenzaal.

### Junioren
Bij de junioren nodigt bondscoach Van Kessel hem uit om deel te nemen aan wedstrijden tegen buitenlandse leeftijdsgenoten.
In 2004 wint hij de prestigieuze Giro della Lunigiana in Italië. Dat jaar neemt hij ook deel aan het WK voor Junioren in Verona (Italie), maar door een val en een wespensteek kan hij niet voorin meedoen.

### Beloften
Bij de Beloften (onder 23 jaar) fietst Ruijgh voor het Belgische team Amuzza.com.Davo, waar voormalig topsprinter Wilfried Nelissen zijn teamleider is, en wint hij één wedstrijd. In het tweede jaar maakt Rob de overstap naar de opleidingsploeg van Rabobank. In 2007 loopt Ruijgh een virus op waardoor hij een paar maanden niet kan koersen.

### Een nieuwe start
In 2007 stapt Ruijgh over naar het Duitse Team Sparkasse. Ruijgh boekt weer goede resultaten en in 2008 mag hij voor Nederland uitkomen op het WK voor beloften in Varese, Italië. Hij maakt de overstap naar het Nederlandse PPL-Belisol team en rijdt ook in 2009 goed. Hij wint Romsée-Stavelot-Romsée en de eerste etappe van de Ronde van Luik. Zijn 11e plaats in de Ronde van Groot-Brittannië bevestigt zijn grote talent opnieuw. Halverwege 2009 biedt teambaas Daan Luijkx hem een stage aan bij het Vacansoleil Pro Cycling Team .

### Professioneel wielrenner
Rob Ruijgh overtuigt en verdient een contract bij Vacansoleil-DCM Pro Cycling. In 2010 maakt hij zijn profdebuut in de Ronde van Qatar. Na het Nederlands kampioenschap in het Limburgse Beek, breekt hij zijn hand tijdens een training achter de scooter. Hierdoor weet hij dat jaar nog niet te winnen maar eindigt wel vijf keer in de top tien van een koers, met een 3e plaats in Binche-Tournai-Binche (1e editie van de Frank Vandenbroucke Memorial).
In het voorjaar van 2011 laat hij zien dat hij in vorm is en in het Critérium du Dauphiné (een voorbereidingskoers voor de Tour de France) wordt Ruijgh 14e in het eindklassement. Op het NK loodst hij ploeggenoot Pim Ligthart naar de nationale titel en finisht hij zelf als 6e. Daardoor krijgt Ruijgh anderhalve week van tevoren te horen dat hij zijn debuut mag maken in de Tour de France voor zijn ploeg.
In de Tour de France behaalt hij enkele top-twintig klasseringen in bergritten. In het eindklassement eindigt Ruijgh zelfs als beste Nederlander op een 20e plaats (op 33 minuten en 4 seconden achter tourwinnaar Cadel Evans) en als 5e in het jongerenklassement. In zowel binnen- als buitenland oogst hij veel respect met deze resultaten in zijn eerste 'grote ronde'.

### Tegenslagen
Het jaar 2012 begon slecht vanwege een blessure aan de rechterknie. Hierdoor moet hij ook in de 11e etappe van de Tour de France afstappen. In de Ronde van Spanje moest Ruijgh na rit 17 afstappen vanwege maag- en darmklachten. Later bleek dat een parasiet in zijn darmen de oorzaak was van een verminderde conditie.
Ook 2013 begon niet goed omdat hij erg veel wedstrijden had gereden. In de Amstel Gold Race viel hij en liep een hersenschudding op. Dit herstel duurde langer omdat hij koorts kreeg na de voorjaarsklassieker Luik-Bastenaken-Luik. Begin mei was hij weer tijdig hersteld voor de Ronde van Italie waar hij als 5e Nederlander eindigt als 54e in het eindklassement. Aan het einde van het seizoen trok Vacansoleil zich terug als sponsor van de ploeg, waardoor de ploeg ophield te bestaan.

### Stapje terug en comeback
Vanwege een matig seizoen in 2012 en een slecht seizoen in 2013 lukt het Ruijgh niet om bij een ProTour team te tekenen. Begin november tekent hij bij het nieuwe Belgische team 'Vastgoedservice - Golden Palace' voor het volgende seizoen, om zich in 2014 weer in de kijker te kunnen rijden, met name in de Belgische koersen.
In 2014 beginnen de goede resultaten weer terug te komen. Ruijgh wint o.a. de 'Memorial Philippe Van Coningsloo' (BEL), rijdt een 9e tijdrit in de 'Driedaagse de Panne' en eindigt hier ook als 9e in het eindklassement. Ook wordt hij 14e in de Ronde van België. In de meerdaagse 'Ronde van Luik' eindigt Ruijgh als 4e in het eindklassement. Desondanks verzeilt hij bij een continentale Belgische ploeg. In 2017 wordt hij nog eindwinnaar van de Ronde van Iran.

## Overwinningen
2011
Ridderronde Maastricht
2014
Memorial Philippe Van Coningsloo
2017
Eindklassement Ronde van Iran

## Resultaten in voornaamste wedstrijden
| Jaar | Ronde van Italië | Ronde van Frankrijk | Ronde van Spanje |
| ---- | ---------------- | ------------------- | ---------------- |
| 2010 |                  |                     |                  |
| 2011 |                  | 20e                 |                  |
| 2012 |                  | opgave              | opgave           |
| 2013 | 54e              |                     |                  |

| Jaar | Amstel Gold Race | Luik-Bast.‑Luik | Ronde van Lombardije | Brabantse Pijl | Waalse Pijl |  | Wereldranglijsten |
| ---- | ---------------- | --------------- | -------------------- | -------------- | ----------- |  | ----------------- |
| 2010 | 48e              |                 |                      | 19e            |             |  |                   |
| 2011 | opgave           |                 |                      | 28e            | 27e         |  | 178e (UWT)        |
| 2012 | 61e              | 81e             |                      | opgave         | 38e         |  |                   |
| 2013 | 72e              | 129e            | opgave               | 68e            |             |  |                   |

## Privéleven
Ruijgh woont samen met zijn vriendin. Zij hebben samen een zoon en twee dochters.

## Ploegen
- 2005 –  Amuzza.com-Davo
- 2006 –  Rabobank CT
- 2007 –  Rabobank CT
- 2008 –  Team Sparkasse
- 2009 –  Vacansoleil Pro Cycling Team (stagiair vanaf 1-8)
- 2010 –  Vacansoleil Pro Cycling Team
- 2011 –  Vacansoleil-DCM Pro Cycling Team
- 2012 –  Vacansoleil-DCM Pro Cycling Team
- 2013 –  Vacansoleil-DCM Pro Cycling Team
- 2014 –  Vastgoedservice-Golden Palace Continental Team
- 2015 –  Vastgoedservice-Golden Palace Continental Team
- 2016 –  Crelan-Vastgoedservice Continental Team
- 2017 –  Tarteletto-Isorex
- 2018 –  Tarteletto-Isorex